# Кадада (река)
Кадада́ (в верхнем течении — Елань-Кадада) — река в Ульяновской и Пензенской области, левый приток Суры.
Длина — 150 км, площадь бассейна — 3620 км². Берёт начало около села Татарский Шмалак Павловского района Ульяновской области, а впадает в реку Суру в 2 км севернее села Чаадаевка Городищенского района Пензенской области.
Притоки: Елюзань, Кряжим, Камешкир, Тютнярь, Верхозимка, Чибирлейка, Ериклей, река Каслей-Кадада, Чирчим, Илим, Сормино (Чернобулак), Тахтала (Таланиха).

## Данные водного реестра
По данным государственного водного реестра России относится к Верхневолжскому бассейновому округу, водохозяйственный участок реки — Сура от истока до Сурского гидроузла, речной подбассейн реки — Сура. Речной бассейн реки — (Верхняя) Волга до Куйбышевского водохранилища (без бассейна Оки).
Код водного объекта в государственном водном реестре — 8010500112110000035260.